# Château de Montjoye (Clairefontaine)
Pour les articles homonymes, voir Château de Montjoie.
Le château de Montjoye se situe à Clairefontaine-en-Yvelines aux environs de Rambouillet, dans le sud du département des Yvelines, en région Île-de-France. Sa construction date du XIXe siècle et doit sa renommée en tant que centre national du football.

## Histoire
Le château de Montjoye est bâti sur la crête nord de la vallée et occupe une position dominante sur la commune de Clairefontaine. À cet emplacement vers 1830 ou 1840, est construit un pavillon de chasse par la fille de Mme Groscot de la Chapelle. Ce premier et modeste bâtiment répond du surnom de « Mon Jouet ».
Le pavillon originel est agrandi par les propriétaires successifs et devient un château. Le lieu-dit prend alors le nom de « Montjoye » parfois orthographié « Montjoie » au début de la Troisième République et apparait dans les registres de recensement de la population.
En 1876, M. Charles Loreau et son épouse Louise Drollon prennent possession de Montjoye. En 1890, le domaine devient la propriété du baron João Ferreira Dos Santos Silva de Santos et son épouse Henriette Julie Cornélia Landau. Le baron de Santos est pair du royaume et ministre plénipotentiaire du Portugal, Commandeur de l'Ordre du Christ, Chevalier de la Légion d'honneur, Chevalier de l'Ordre de Léopold de Belgique et membre de la Société d'Histoire de Paris et de l'Île de France. Ils sont à l'origine de la première construction du château de Montjoye.
Les 27 et 31 juillet 1894, Lord Henry Noailles Widdrington Standish et son épouse Hélène Aldegonde Marie de Pérusse des Cars achètent pour la somme de 200 000 francs, le château de Montjoye. Henry Standish est issu de par son père, d'une très ancienne famille aristocratique britannique. Mais il est d'origine française par sa mère : Alexandrine Léontine Marie Sabine de Noailles. En réalité, le château de Montjoye est acquitté par Mme Standish sur ses fonds dotaux et elle décide l'extension de la propriété par l'achat d'un immeuble issu du domaine de La Voisine et appartenant à Mme Louise Antoinette Blanche Frémont (1837-1908), veuve de M. Adrien Henri Huard (1831-1897), de son vivant avocat à la Cour d'appel de Paris, membre du Conseil de l'Ordre et Chevalier de la Légion d'Honneur, les 18 et 21 avril 1899. Pendant leur absence, Montjoye est confié à trois familles qui logent au château : Henri Chauvin, garde particulier, Claude Moufflet, le concierge et Alphonse Désquilbé, le jardinier.
Le général Gaston de Galliffet et marquis de son état, surnommé le massacreur de la Commune, fréquente le prince Alfred de Gramont, Laure de Chevigné, la comtesse Greffulhe et Henry Standish. Il séjourne à Clairefontaine à la fin du XIXe siècle, mais il ne possède pas de propriété dans le village. Il descend soit à Montjoye chez les Standish ou aux Bruyères chez M. et Mme Georges Dauchez, le notaire. Galliffet est à ce moment, Inspecteur général de la cavalerie, avant de devenir Ministre de la Guerre de 1899 à 1900. Il n'hésite pas à critiquer Henry Standish, qui lui donne pourtant l'hospitalité, plus par jalousie, car il avoue au prince de Gramont sa passion pour la maîtresse de maison : « Il m'a répété souvent qu'il n'avait jamais aimé et qu'il n'aimait qu'une seule femme au monde plus que tout, c'était Mme Standish ». Alfred de Gramont dresse ainsi le portrait sans la moindre complaisance, du général Galliffet : « très autoritaire, très vindicatif, peu discret, plutôt méchant, cynique, sceptique, sans principes, ne respectant rien, ne croyant à rien, disant du mal de tout le monde, même de ses meilleurs amis ».
Henry Standish est l'un des généreux bienfaiteurs pour mener à bien la construction de la nouvelle église de Clairefontaine. Parallèlement, Il entreprend de grands travaux au château et la modification de la façade méridionale est réalisée dans le style britannique en 1908,. La transformation est caractérisée notamment par une grande baie et un agencement de bois peint. Un escalier en pierre desservant les étages est intégré dans un prolongement de la demeure sur sa partie Est, dont le gros-œuvre est constitué en meulière. Son origine, alors que les autres escaliers sont en bois donc inflammables, fait suite au dramatique incendie du Bazar de la Charité, rue Jean-Goujon à Paris le 4 mai 1897, dans lequel périrent plus de cent vingt victimes, dont la cousine d'Hélène Standish : Louise Marie Aldegonde de Riffardeau de Rivière (1844-1897), épouse de Joseph Louis comte de Luppé (1837-1912), député des Basses-Pyrénées. La comtesse de Luppé habitait dans sa jeunesse le même hôtel particulier où logeaient Hélène de Pérusse des Cars et sa famille, au no 134 rue de Grenelle à Paris.
Le seul vestige de l'ancienne église abbatiale Notre-Dame-de-Clairefontaine, à savoir un portail en plein cintre, est remonté en 1914 dans le parc du château. Pendant la Première Guerre mondiale, M. et Mme Standish contribuent aux soins des blessés français et anglais qui arrivent à Rambouillet et accueillent à leurs frais, les convalescents dans leur propriété de Montjoye de 1914 à 1918.
|  |

Le domaine de 39 hectares est mis en vente le 17 juin 1920 pour un montant de 1 200 000 francs avec obligation de reprendre une ferme attenante pour 60 000 francs. L'adjudication est fixée le 29 juin suivant et la jouissance est établie au 1er août 1920. Cette vente à la bougie est réalisée au profit du banquier André Lazard (1869-1931), associé au groupe financier Lazard, qui se porte acquéreur du château de Montjoye. La propriété, son parc et les bois environnants, sont cédés pour 1 100 000 francs le 29 juin 1920,,.
Hasard malheureux du calendrier, Henry Standish âgé de 73 ans et très malade, meurt à Contrexéville où il est en cure, rue du Château à l'hôtel Cosmopolitain, le 31 juillet 1920 à huit heures du matin. Mme Standish qui se trouvait à ce moment-là en visite chez la reine Alexandra à Sandringham House, revient précipitamment en France. Lord Henry Standish of Standish est inhumé dans le caveau de la famille de Noailles, ducs de Mouchy et de Poix, au château de Mouchy-le-Châtel, auprès de sa mère Sabine de Noailles (1819-1870) et de son frère Cécil Standish (1852-1891). Le 4 septembre suivant, André Lazard entreprend l'agrandissement du domaine par l'acquisition de la ferme « Le Rosier Clair » de 4 hectares à M. Jean-Baptiste Nicolas Fossard.
Léonce Élie André Lazard est le fils du banquier Simon Lazard et de Ève Rose Hélène Foy. André Lazard est né à Paris dans le 8e arrondissement, le 14 mai 1869. Il se marie en premières noces le 12 décembre 1898 dans le 17e arrondissement de Paris avec Lucie Jeanne Goldschmidt. Le couple divorce le 27 mars 1912, suivant le jugement du tribunal civil de la Seine et l'acte est transcrit sur le registre d'état-civil du 17e arrondissement de Paris, le 28 juin 1912. Il épouse en secondes noces le 23 octobre 1917 dans le 16e arrondissement, Georgette Alice Bertier (1885-1971), divorcée de Jean-Baptiste Giusti.
Le choix d'André Lazard pour Montjoye est avant tout son domaine et ses environs boisés, car il est un grand chasseur. Il installe des écuries et un élevage de faisans. Passionné d'art floral, il développe les jardins et fait construire une serre à orchidées. La propriété compte une nombreuse domesticité et une partie du personnel loge aux Bruyères. L'alimentation électrique du château est pourvue d'un simple générateur, mais les besoins énergétiques sans cesse croissants obligent André Lazard de passer sans la moindre hésitation, à l'installation d'une usine électrique. Le château et ses dépendances sont ainsi alimentés en courant électrique continu jusqu'au raccordement par le réseau de l'E.D.F. en 1958.
André Lazard meurt à Nice, le 4 mars 1931. Après son décès, le domaine de Montjoye est en indivision entre ses filles issues de son premier mariage avec Lucie Jeanne Goldschmidt, Simone et Marie-Louise Lazard, et sa seconde épouse Georgette Alice Bertier de 1931 à 1938. Georgette Bertier en devient totalement propriétaire de 1938 jusqu'à l'année de son décès en 1971. Par la suite, ce sont les deux filles nées du premier mariage de Georgette Bertier avec Jean-Baptiste Giusti, Alice Giusti et Louise Giusti, qui héritent de la propriété de 1971 à 1981. Les deux sœurs ont épousé deux des fils du docteur Jean Camus (né à Nemours en 1872 et mort à Paris en 1924) de la Faculté de médecine de Paris, Jean Marie Camus et Jean Louis Camus. Les enfants des deux couples héritent du domaine de Montjoye de 1981 à 1983 à la suite d'une donation de leurs mères. Enfin, la Fédération française de football se porte acquéreur de l'ensemble de la propriété de Montjoye à Clairefontaine, le 19 décembre 1983, et devient le Centre technique national Fernand-Sastre.

Le château de Montjoye
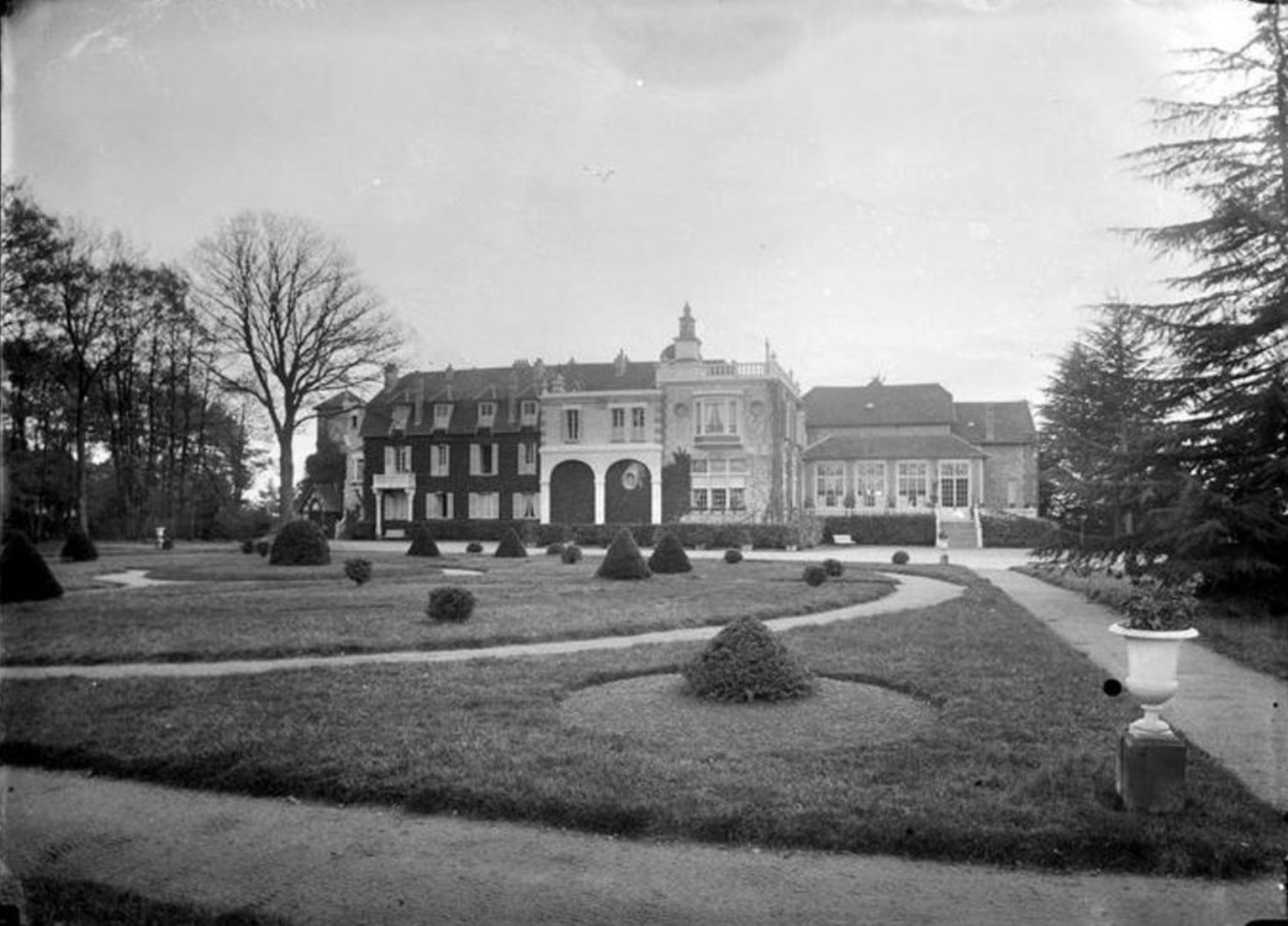
Le château de Montjoye sur la façade Nord à Clairefontaine-en-Yvelines vers 1910, propriété de M. et Mme Standish de 1894 à 1920.
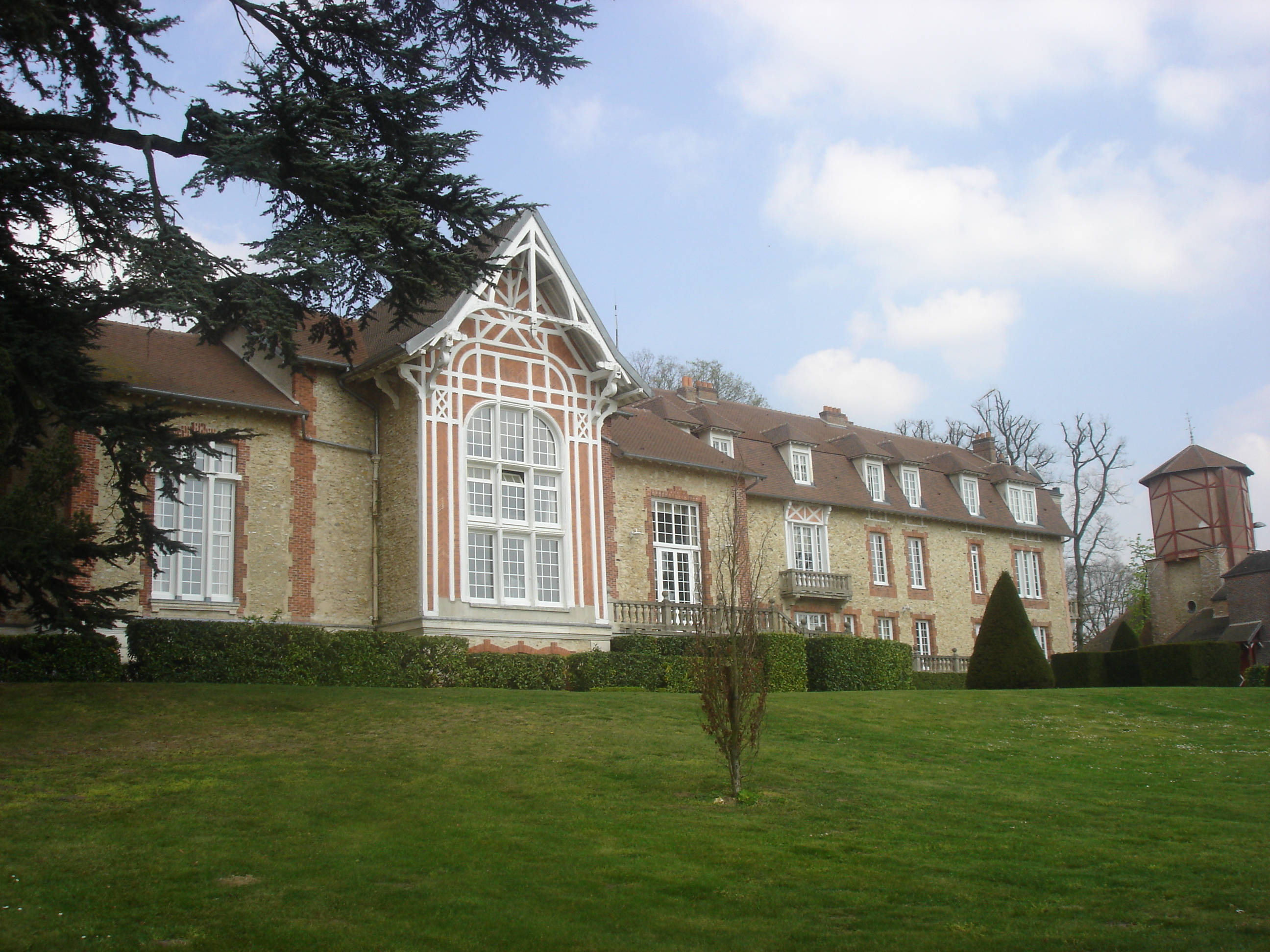
Aujourd'hui, le domaine appartient à la Fédération française de football, sous le nom de centre national du football.
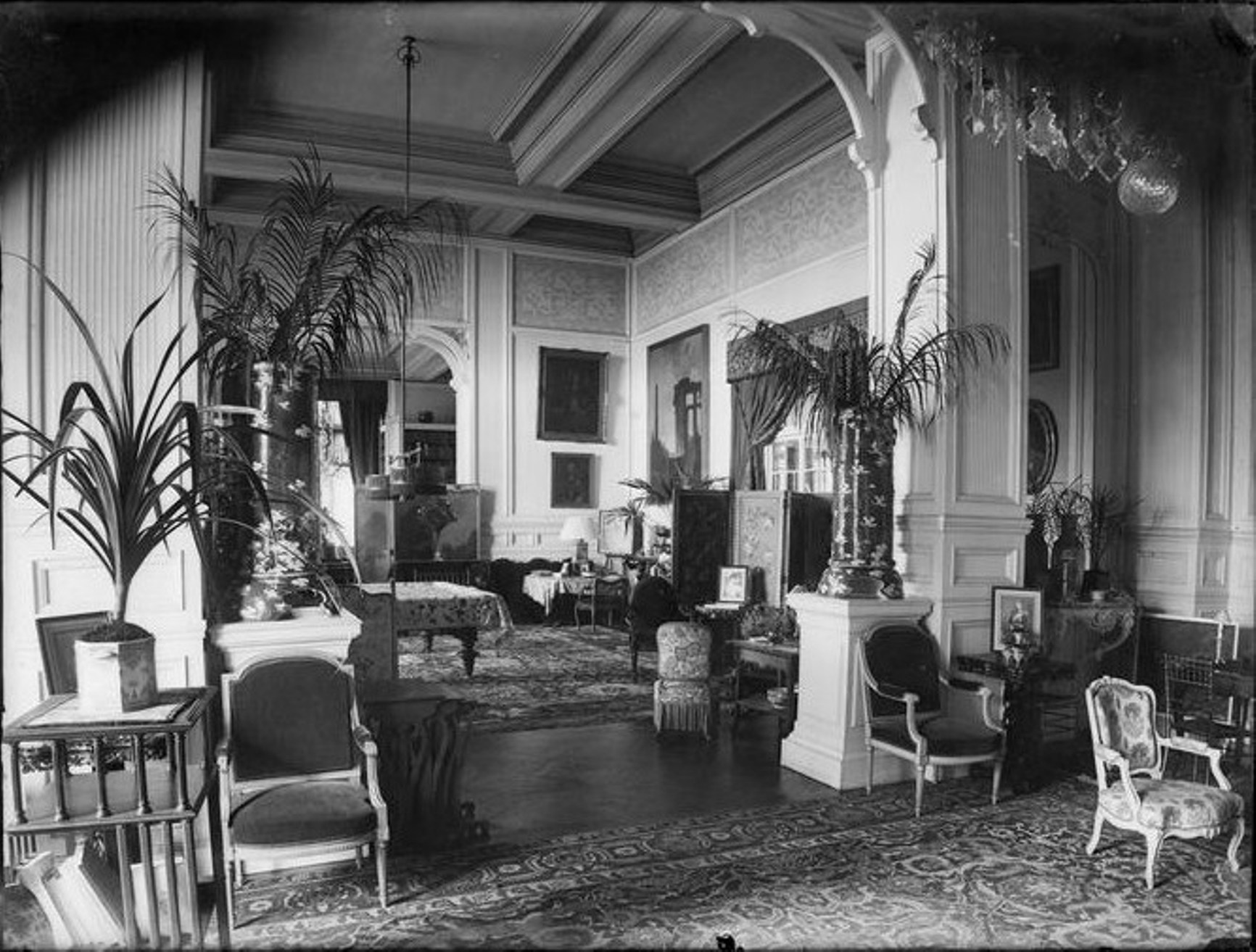
Intérieur du château vers 1910. Un des salons avec sa décoration.
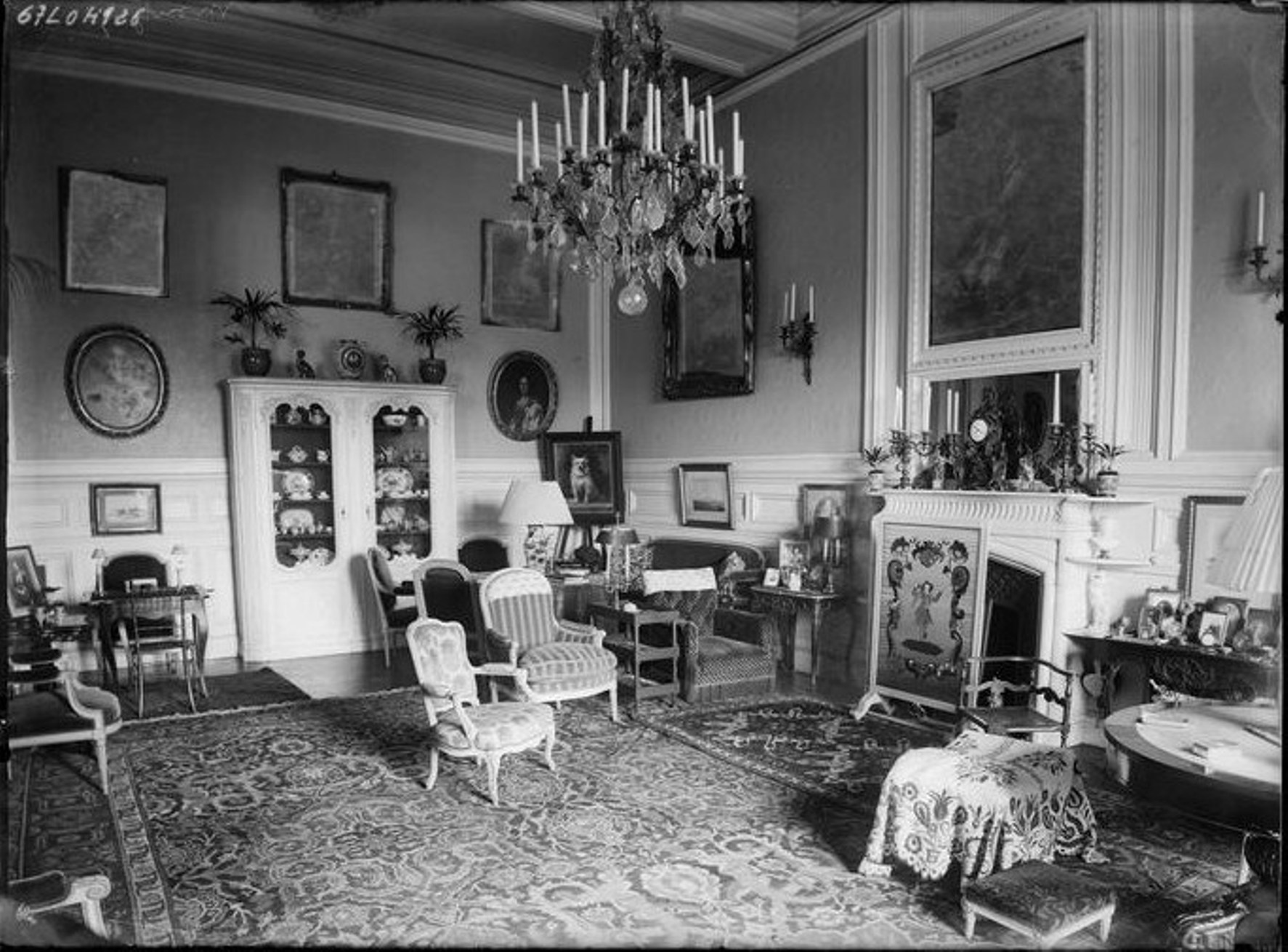
Intérieur du château vers 1910. Prolongement du salon précédent avec de nombreux tableaux.
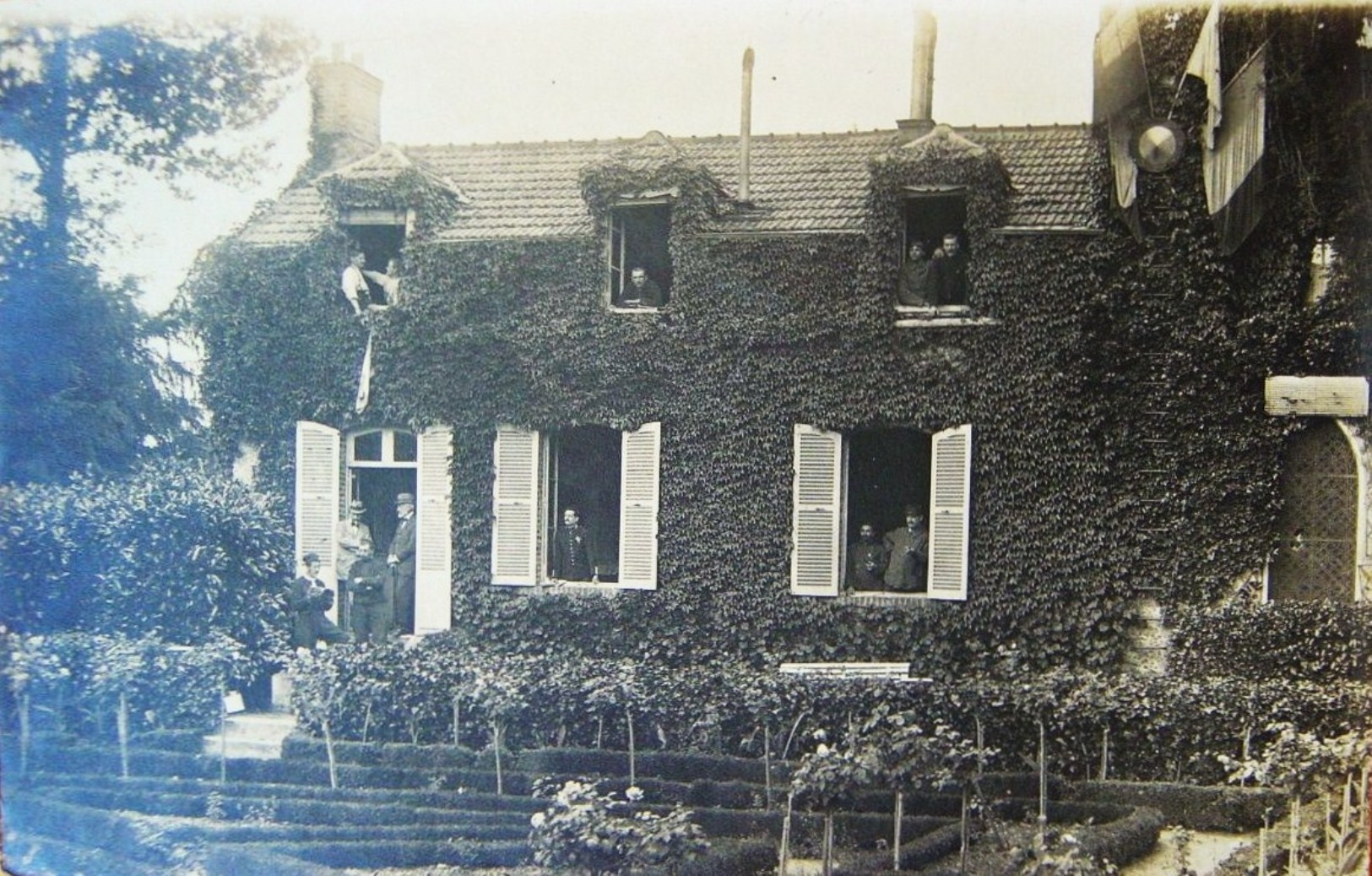
Première Guerre mondiale, juillet 1915. Henry et Hélène Standish accueillent les blessés de 1914 à 1918, au château de Montjoye. Lord Standish est le second personnage, appuyé sur une canne, sur le seuil de la porte.

### Articles
- Charline Bakowski, « Nos bleus logés comme des princes pendant l'Euro 2016 », Côté Maison, Paris, Altice Media Group,‎ 10 juin 2016 (lire en ligne)
- Pierre Godon, « Euro 2016 : les petits secrets de Clairefontaine, le quartier général des Bleus », Francetv Info, Paris,‎ 24 mai 2016 (lire en ligne)

### Ouvrages
- Jean Huon, « L'ambulance de Montjoye », Bulletin La Claire Fontaine, Clairefontaine-en-Yvelines, Association Les Amis de Clairefontaine, no 36,‎ octobre 2015, p. 16 à 18 (ISSN 0998-8920)
- Jean Huon, « Le château de Montjoye », Bulletin La Claire Fontaine, Clairefontaine-en-Yvelines, Association Les Amis de Clairefontaine, no 33,‎ septembre 2013, p. 12 à 13 (ISSN 0998-8920)
- Guy-Alban de Rougemont (dir.) (préf. Jacques Attali), Lazard Frères : Banquiers des Deux Mondes (1848-1939), Paris, Éditions Fayard, coll. « Histoire », 19 janvier 2011, 558 p. (ISBN 978-2-21366-125-4, présentation en ligne).
- Jean Huon (dir.), Clairefontaine et son Histoire, Clairefontaine-en-Yvelines, Éditions de l'auteur Jean Huon, 2000, 271 p. (ISBN 978-2-95133-301-7)